# Philhygra melanocera
Philhygra melanocera är en skalbaggsart som först beskrevs av Thomson 1856.  Philhygra melanocera ingår i släktet Philhygra, och familjen kortvingar. Arten är reproducerande i Sverige.